# Анойченко, Фёдор Николаевич
Фёдор Николаевич Анойченко (ок. 1791, Киевская губерния — после января 1826) — солдат-декабрист.
Происходил из экономических (монастырских) крестьян Киевской губернии. На военной службе с 1812 года.
За участие в восстании Семëновского лейб-гвардии полка в 1820 году переведëн в Саратовский полк.
29 декабря 1825 — 3 января 1826 года во время восстания Черниговского полка был организатором выступления 1-й гренадерской роты.
Белоцерковская судебная комиссия в 1826 году осудила Ф. Анойченко к телесному наказанию и каторге. Подвергнут 12 тыс. шпицрутенов.